# Huancapi
Huancapi – miasto w Peru, w regionie Ayacucho, stolica prowincji Víctor Fajardo. W 2008 liczyło 2243 mieszkańców.